# پائول کوسبرگ
پائول کوسبرگ (استونیایی: Paul Kuusberg; ۳۰ آوریل ۱۹۱۶ – ۲۱ ژانویهٔ ۲۰۰۳) نویسنده و رمان‌نویس اهل استونی بود.
وی همچنین برندهٔ جوایزی همچون قهرمان کار سوسیالیست، نشان لنین، و نشان پرچم سرخ کار شده‌است.